# 장평도서관
장평도서관은 경남 거제시 장평 3로 10 소재의 도서관이다.

## 연혁
- 2012년 1월 :3개 도서관 거제시로 관리전환 직영관리
- 2011년 12월 :장평도서관 개관(명칭 : 거제시립장평도서관)

## 시설현황
- 4층- 종합자료실, 어린이자료실, 모자자료실, 사무실

- 5층- 디지털자료실, 열람실, 세미나실, 휴게실

## 이용 안내
- 이용시간

종합자료실: 09:00 ~ 18:00 디지털자료실: 09:00 ~ 18:00 학습실: 08:00 ~ 23:00
- 도서관휴관일

매주 월요일
일요일을 제외한「관공서 공휴일에 관한 규정」에 의한 공휴일(다만, 일요일과 겹치는 공휴일은 휴관)
도서의 정리, 도서관 보수 또는 그 밖에 시장이 필요하다고 인정하는 경우